# Nilssonia nigricans
Nilssonia nigricans is een schildpad uit de familie weekschildpadden (Trionychidae).
De soort werd voor het eerst wetenschappelijk beschreven door John Anderson in 1875. Oorspronkelijk werd de wetenschappelijke naam Trionyx nigricans gebruikt. De schildpad behoorde lange tijd tot het niet langer erkende geslacht Aspideretes.
De schildpad komt voor in delen van Azië; in Bangladesh en India. Het is een bewoner van rivieren. Anno 2014 is het dier uitgestorven in het wild, maar zijn er nog steeds enkel exemplaren in dierentuinen en waterparken